# Tahar Cheriaa
Tahar Cheriaa (arabe : الطاهر الشريعة), né le 5 janvier 1927 à Sayada et mort le 4 novembre 2010 à Ezzahra, est un réalisateur et scénariste tunisien.

## Biographie

### Jeunesse et formation
Tout jeune, Tahar Cheriaa, qui est issu d'une modeste famille de tisserands, s'occupe des enfants du directeur français de l'école de Sayada plutôt que d'en suivre les classes, mais y est intégré sur sa demande avec six ans de retard. Du fait de son âge et de son assiduité, il boucle le primaire en trois ans de 1938 à 1941.
Il réussit ensuite le concours d'entrée au prestigieux collège Sadiki dans la kasbah de Tunis dont il suit les cours de 1941 à 1948. Il en est élu président de l'association des anciens élèves le 22 janvier 1950. Il obtient une licence en lettres arabes à Tunis en 1951, puis est diplômé de la faculté des lettres de Paris en 1952. Il devient instituteur dans l'enseignement primaire, professeur d'arabe dans l'enseignement secondaire, et inspecteur et conseiller pédagogique dans le secondaire.

### Parcours professionnel
Dans le documentaire Les pionniers du cinéma africain, Cheriaa raconte qu'il a découvert et fréquenté un ciné-club à Tunis pendant un an et demi avant d'être nommé dans un lycée à Sfax. Là, il a comme priorité de mettre en place un ciné-club similaire à celui de Tunis,  le ciné-club Louis-Lumière, qui porte son nom à partir de 1999.
Il prend la tête de la Fédération tunisienne des ciné-clubs en 1960 et est nommé directeur du cinéma au ministère de l'Information à partir de 1962.
Il multiplie les initiatives qui marquant l'histoire du cinéma tunisien et africain, tant par ses écrits que par ses multiples actions en faveur de la promotion de cet art, ce qui lui vaut le titre de « père du cinéma tunisien et africain ». Il s'oppose aux compagnies hollywoodiennes et en réclame la nationalisation. Elles s'en plaignent et il est incarcéré en 1969 pour « subversion politique clandestine », avant d'être libéré au bout de six mois à la suite d'un non-lieu.
Critique cinématographique dès 1956, il collabore à la plupart des publications tunisiennes. Conseiller technique et co-scénariste du film tunisien Renaissance de Harzallah et Mecheri (1964) puis conseiller sur le scénario de L'Aube d'Omar Khlifi (1966), qu'il finance, Tahar Cheriaa fonde la Fédération tunisienne des cinéastes amateurs ; il est par ailleurs membre des principales associations inter-arabes et africaines de la presse et du cinéma.
En 1966, il fonde le premier festival panafricain et panarabe, les Journées cinématographiques de Carthage, et en devient le secrétaire général jusqu'en 1974. Il occupe parallèlement des fonctions d'expert auprès de l'Unesco (culture arabe, cinéma et télévision) de 1963 à 1974 et de responsable de l'action culturelle de l'Agence de coopération culturelle et technique. Il co-fonde la Fédération panafricaine des cinéastes en 1970 avec Ousmane Sembène et en devient président d'honneur,.
Quelques jours avant sa mort, le 27 octobre 2010, la 23e édition des Journées cinématographiques de Carthage rend hommage à son fondateur dans une soirée spéciale à laquelle Tahar Cheriaa, malgré sa maladie, assiste sur une chaise roulante ; il y annonce qu'il lègue le reste de ses travaux à sa ville natale et exhorte les cinéastes à « rester vous-mêmes quels que soient les financements que vous recevrez ».

### Vie privée
En 1962, il divorce de sa femme Mahbouba dont il a eu trois fils (Kaïssar, Khaled et Hatem) et une fille (Balkis) qu'il pousse à faire carrière au cinéma. Elle joue ainsi dans Le Porteur d'eau est mort de l'Égyptien Salah Abou Seif (1977). Il indique également officiellement sur le tard avoir un fils, Régis, au Burkina Faso.

## Distinctions
- Grand cordon de l'Ordre tunisien du Mérite[13] ;
- Commandeur de l'Ordre français des Arts et des Lettres[14].

## Publication
- Écrans d'abondance ou cinémas de libération en Afrique ? À propos de l'importation-distribution des films en Afrique et dans le monde arabe et de la nécessité de sa nationalisation, Tunis, Société tunisienne de production et d'expansion cinématographique, 1968 (réimpr. Tripoli, El Khayala, 1978).

## Films
- D'une fleur double et de quatre mille autres de Claude Haffner (République démocratique du Congo, 2005, 19 min) : analyse par Pierre Haffner du texte éponyme de Tahar Cheriaa[15].
- Tahar Cheriaa, à l'ombre du baobab de Mohamed Challouf (Tunisie, 2015, 71 min) : portrait de Tahar Cheriaa et son amitié avec les pionniers du cinéma en Afrique[16].
- Né à Sayada de Michel Kuate (Cameroun, 2018, 88 min) : biographie de Tahar Cheriaa[17].